# 海邊的曼徹斯特
是一部2016年的美國心理剧电影，由肯尼斯·洛勒根編劇和執導。主演包括凱西·艾佛列克、蜜雪兒·威廉絲、凱爾·錢德勒、珂茜·莫爾與盧卡斯·海吉斯。该片讨论的主题包括愧疚、忧郁、责任、机能不全家族以及PTSD。
故事講述一個因多年前对三个女儿意外身亡负有责任而变得悲伤麻木的男人，在他的兄長死後，需要去照顧自己十多歲的侄子。剧本的灵感来自于制片人马特达蒙听到的改编于此的真实故事。
電影於2016年1月23日的辛丹斯電影節上首映後，很快被亞馬遜工作室（Amazon Studios）分發，並訂於2016年11月18日於美國作有限上映，於12月16日廣泛上映。該片已獲得一致好評，並贏得無數獎項。該片以850萬美元的製作預算，全球收益總得超過6,200萬美元。
這部電影被許多評論家列為2016年最佳電影之一，凱西·艾佛列克的表現得到普遍的讚譽。获得第89屆奧斯卡金像獎最佳男主角（凱西·艾佛列克）、最佳原創劇本，第74届金球獎最佳男主角獎，第70届英国电影学院奖最佳男主角和最佳原创剧本。

## 劇情
李（凱西·艾弗列克飾）是一名頹廢壓抑的修理工，在得知哥哥喬（凱爾·錢德勒飾）去世的消息後，李回到了故鄉海邊的曼徹斯特處理喬的後事。根據喬的遺囑，李將會成為喬的兒子派翠克（盧卡斯·海吉斯飾）的監護人，李打算將派翠克帶回波士頓，但很顯然派翠克並不願意離開家鄉和朋友們，但李亦不願在這片傷心地久留。 
原來，海邊的曼徹斯特埋藏著李的一段絕望的回憶，他的過失使得三個孩子葬身火海，妻子蘭迪（蜜雪兒·威廉絲飾）亦因此而離開了他。此次重回故鄉，李再度見到了已經再婚並且即將做媽媽的蘭迪，與此同時，派翠克那失蹤已久的母親艾麗斯（珂茜·莫爾飾）亦聯繫上了派翠克，希望他能夠成為她的新家庭中的一員。

## 主题
《海边的曼彻斯特》被认为是对一种无法治愈的深切悲痛的治疗，探讨和展示人们如何面对无法放下的往事。

## 演員
- 凱西·艾佛列克 飾 李·錢德勒（Lee Chandler）
- 蜜雪兒·威廉絲 飾 蘭蒂（Randi），李的前妻，現已再婚。
- 凱爾·錢德勒 飾 喬·錢德勒（Joe Chandler），李的兄長。
- 珂茜·莫爾 飾 伊莉絲（Elise），喬的前妻，現打算再婚。
- 盧卡斯·海吉斯 飾 派翠克·錢德勒（Patrick Chandler），喬和伊莉絲的兒子。
- 馬修·柏德瑞克飾 傑弗瑞（Jeffrey），伊莉絲打算再婚的對象。

## 制作
2014年9月6日，麥特·戴蒙宣布再次聯手電影製作人肯尼斯·洛勒根製作《海邊的曼徹斯特》。此前兩人曾共同製作2011年電影《瑪格麗特》。影片原先打算由麥特·戴蒙執導，但由於檔期衝突，洛勒根取為執導，同時麥特·戴蒙保留製片人和主演角色。其後，洛勒根表示麥特·戴蒙和約翰·卡拉辛斯基已向他提出構思，卡拉辛斯基初步計劃參演。琪琪·普利茲克透過名下公司零散娛樂投資影片。
2014年9月8日，前期制作启动。12月初，参演《怒海救援》的卡西·阿弗莱克向《波士顿环球报》透露他将代替麥特·戴蒙出演李·钱德勒一角，这一消息于2015年1月5日正式宣布。后来于1月9日，米歇尔·威廉姆斯加盟剧组，饰演钱德勒妻子。
2015年3月，報道指Sierra / Affinity將投資影片，金百利·斯圖瓦德透過名下公司K Period Media資助影片。同樣投資影片的還有凱文·J·瓦爾什和克里斯·摩爾。影片執行製片由喬什·戈弗雷（Josh Godfrey）、約翰·卡拉辛斯基、克萊恩·鮑德溫（Declan Baldwin）和比爾·米利奧爾（Bill Migliore）擔任，普利茲克退出製作。2015年2月24日，凱爾·錢德勒簽約劇組，飾演阿弗萊克的哥哥。2015年4月，盧卡斯·赫奇斯加盟。之後加盟的還有艾麗卡·麥德蒙。
影片於2015年3月23日新英格蘭馬薩諸塞州同名城鎮海边的曼彻斯特開拍。次日，劇組移師北岸。

## 反響
爛番茄新鮮度98%，Metacritic得分95，電影贏得一致好評，多數影評人稱讚凱西·艾佛列克與蜜雪兒·威廉絲的優異演出，認為該片足以成為熱門獎季的競爭者。
2022年8月，《IndieWire》列出40部最佳悲傷電影名冊裡，本片榜上有名。

## 獎項及提名
第89屆奧斯卡金像獎
- 最佳男主角：凱西·艾佛列克
- 最佳原創劇本：肯尼斯·洛勒根
- 最佳影片提名
- 最佳導演提名：肯尼斯·洛勒根
- 最佳男配角提名：盧卡斯·海吉斯
- 最佳女配角提名：蜜雪兒·威廉絲

第74屆金球獎
- 最佳男主角獎：凱西·艾佛列克
- 最佳劇情片提名
- 最佳導演提名：肯尼斯·洛勒根
- 最佳女配角提名：蜜雪兒·威廉絲
- 最佳劇本提名：肯尼斯·洛勒根

第70屆英國電影學院獎
- 最佳男主角：凱西·艾佛列克
- 最佳原創劇本：肯尼斯·洛勒根
- 最佳影片提名
- 最佳導演提名：肯尼斯·洛勒根
- 最佳女配角提名：蜜雪兒·威廉絲
- 最佳剪輯提名：珍妮弗·勒姆（Jennifer Lame）

## 外部連結
- 官方网站
- 互联网电影数据库（IMDb）上《海邊的曼徹斯特》的资料（英文）
- 爛番茄上《海邊的曼徹斯特》的資料（英文）
- Metacritic上《海邊的曼徹斯特》的資料（英文）
- Box Office Mojo上《海邊的曼徹斯特》的資料（英文）
- 開眼電影網上《海邊的曼徹斯特》的資料（繁體中文）
- 豆瓣电影上《海邊的曼徹斯特》的資料 （简体中文）